# Epidromia credibilis
Epidromia credibilis là một loài bướm đêm trong họ Erebidae.